# コンプティア
CompTIA（コンプティア）（CompTIA, The Computing Technology Industry Association, コンピューティング技術産業協会）は、1982年に設立された、ベンダーニュートラルなIT関連資格・認定などを行っているIT業界団体及び認定資格の通称。
欧米を中心に14拠点を持ち、メンバー企業としてはアメリカ合衆国、カナダ、ヨーロッパ、オーストラリア、日本などの非営利団体で企業会員は89カ国以上におよび18.000機関以上の企業が参加。（2004年6月現在）
CompTIA認定資格は、特定のベンダーに偏らないIT実務スキルの認定資格として、多くのコンピューターハードウェア・ソフトウェアの製造メーカー・販売店・リセラー・出版社・教育業界からの支援、協賛を受け、実施試験数では全世界で、マイクロソフトに次いで2位となっている。

## 資格の種類
以下は2021年1月現在の認定情報

### CompTIA IT Certifications
CompTIA Basic Certification(学生及びIT初心者向け)
- CompTIA IT Fundamentals

基本的なIT知識が問われる資格
認定実施中の資格
CompTIA Professional Certification(プロフェッショナル向け)
- CompTIA A+

PCやモバイル機器等､クライアント製品を対象にした資格｡世界的に認知される品質規格に準拠しているとし、ISO17024/17011を取得。
- CompTIA Network+

ネットワーク技術に関して実務的な知識を問われる資格｡世界的に認知される品質規格に準拠しているとし、ISO17024/17011を取得。
- CompTIA Security+

ITセキュリティ的なインシデントに対応するためのセキュリティ技術に関しての知識を問われる資格｡
世界的に認知される品質規格に準拠しているとし、ISO17024/17011を取得。
- CompTIA Cybersecurity Analyst (CySA+)

ITセキュリティに対し分析及び改善を行うための知識が問われる資格｡前述のSecurity+とは異なり運用的な観点の資格となる｡
- CompTIA Pentest+

ITセキュリティ部門の認定資格であるが、ペネトレーションテストや脆弱性の研究など、攻撃に特化している点で他の種目とは異なる｡
- CompTIA Cloud+

クラウドの運用及びクラウドサービス提供のための知識が問われる資格｡
- CompTIA Server+

サーバー製品を対象とし､導入から災害対応まで幅広い知識が問われる資格
- CompTIA Project+

小規模から中規模までのプロジェクトを進行させるための知識が問われる資格
- CompTIA CTT+

業界･講義内容を問わず､インストラクター側に求められる知識が問われる資格
2023年3月末、または2023年9月末以降に試験の提供が終了する予定
- CompTIA Linux+ Powered by LPI

Linuxの導入､運用等の知識が問われる資格
CompTIA Specialty Certification(特定の業務に特化した認定資格)
- CompTIA Cloud Essentials

クラウドコンピューティングの導入に関する知識を求められる資格
CompTIA Mastery Certification(高度な専門スキル向け)
- CompTIA Advanced Security Practitioner (CASP+)

より高度な知識が問われる､セキュリティ実務者向けの資格

認定終了及び現時点で日本で現状取得不可の資格
- CompTIA Storage+

エンタープライズ向けのストレージに対し導入･運用知識が問われる資格

### CompTIA Stackable Certifications
複数の認定資格を保持している場合、以下のStackable認定が行われる。

#### CompTIA Infrastructure Career Pathway
- CompTIA IT Operations Specialist (CIOS)

A+及びNetwork+
- CompTIA Systems Support Specialist (CSSS)

A+及びLinux+
- CompTIA Cloud Admin Professional (CCAP)

Network+及びCloud+
- CompTIA Network Infrastructure Professional (CNIP)

Network+及びServer+
- CompTIA Linux Network Professional (CLNP)

Network+及びLinux+

#### CompTIA Cybersecurity Career Pathway
- CompTIA Secure Infrastructure Specialist (CSIS)

A+、Network+及びSecurity+
- CompTIA Secure Cloud Professional (CSCP)

Security+及びCloud+
- CompTIA Security Analytics Professional (CSAP)

Security+及びCySA+
- CompTIA Network Vulnerability Assessment Professional (CNVP)

Security+及びPenTest+
- CompTIA Network Security Professional (CNSP)

Security+、PenTest+及びCySA+
- CompTIA Security Analytics Expert (CSAE)

Security+、CySA+及びCASP
- CompTIA Security Infrastructure Expert (CSIE)

Security+、CySA+、PenTest+及びCASP

## 有効期限
CompTIA認定試験が開始された当初､取得済みの資格については有効期限が存在せず､生涯認定（Lifetime Certification）という考え方で運用が行われていたが､IT技術の発展に伴ってCOMPTIAの基本理念とする｢IT実務資格｣として求められる知識の技術レベル及び能力にズレが生じる問題が発生していた｡それに伴い､2011年より一部の資格については3年間の有効期限が定められ､更新には団体が定めるセミナー参加]実務経験等の状況を元に申請を行っての更新が必要となった｡有効期限が定められた資格については認定資格名称の後ろに継続教育を意味する「CE」(Continuous Education)が付与されている｡
なお､本変更が発生する以前に取得した資格については生涯認定に変更は無いため､有効期限は終身となる｡